# Whitecourt
Whitecourt ist eine Ortschaft in der kanadischen Provinz Alberta, etwa 175 km nordwestlich von Edmonton, die seit dem Jahr 1971 den Status einer Kleinstadt (englisch Town) hat. Die im Woodlands County gelegene Ortschaft ist der Verwaltungssitz des Bezirks und über den Alberta Highway 43 und Alberta Highway 32 zu erreichen. Whitecourt liegt an der Einmündung des McLeod Rivers in den Athabasca River.
Die Wirtschaft von Whitecourt ist vor allem von der Landwirtschaft, Forstwirtschaft und dem Verkauf von Erdgas und Öl abhängig. Die Ortschaft erhielt im Jahr 1910 von einem Postmeister den heutigen Namen Whitecourt.

## Demographie
Der Zensus im Jahr 2016 ergab für die Gemeinde eine Bevölkerungszahl von 10204 Einwohnern, nachdem der Zensus im Jahr 2011 für die Gemeinde noch eine Bevölkerungszahl von 9605 Einwohnern ergab. Die Bevölkerung hat dabei im Vergleich zum letzten Zensus im Jahr 2011 um 6,2 % zugenommen, während der Provinzdurchschnitt bei einer Bevölkerungszunahme von 11,6 % lag. Im Zensuszeitraum 2006 bis 2011 hatte die Einwohnerzahl in der Gemeinde um 7,1 % zugenommen, während sie im Provinzdurchschnitt um 10,8 % zunahm.